# ميك موراي
ميك موراي (بالإنجليزية: Mick Murray)‏ هو سياسي أسترالي، ولد في 26 نوفمبر 1949 في أستراليا. حزبياً، نشط في حزب العمال الأسترالي. وقد انتخب عضو الجمعية التشريعية لأستراليا الغربية.